# Kanton Portes-lès-Valence
Kanton Portes-lès-Valence (fr. Canton de Portes-lès-Valence) je francouzský kanton v departementu Drôme v regionu Rhône-Alpes. Skládá se z pěti obcí.

## Obce kantonu
- Beaumont-lès-Valence
- Beauvallon
- Étoile-sur-Rhône
- Montéléger
- Portes-lès-Valence